# V368 Aquilae
V368 Aquilae eller Nova Aquilae 1936 var en nova i stjärnbilden Örnen. 
Den upptäcktes den 7 oktober 1936 av den svenske astronomen och konstnären Nils Tamm. Som ljusstarkast blev novan magnitud +5,0.